# 띠버왕
띠버왕(버마어: သီပေါမင်း 띠버밍, 1859년 1월 1일 ~ 1916년 12월 19일)은 꼰바웅 왕국의 제11대 국왕이자 버마 역사의 마지막 군주(재위 : 1878년 10월 1일 ~ 1885년 11월 30일)이다.
띠버왕의 통치는 왕립 버마 군대가 1886년 1월 1일 공식 합병되기 전인 1885년 11월 29일 제3차 영국-버마 전쟁에서 대영 제국의 군대에 패배하면서 끝났다. 존호는 띠리빠와라 위자야난다 야따띨러까 디빠디 빤디따 마하담마라자디라자(သိရီပဝရ ဝိဇယာနန္တ ယသတိလောကာ ဓိပတိ ပဏ္ဍိတ မဟာဓမ္မရာဇာဓိရာဇာ)이다.